# J.J. Frazier
James Frazier jr., detto J.J. (Glennville, 19 settembre 1995), è un cestista statunitense.